# Liquid Harmony
Liquid Harmony byla česká hudební skupina hrající taneční elektronickou hudbu. V roce 1995 ji založili bývalí členové skupiny Sebastians Štěpán Tůma a Pavel Pelán. Doplňoval je Pavel Kleník a zpěvačka Tonya Graves. Na koncertech čtveřici doplňoval trumpetista Petr Švácha, kytarista Jakub Kubison a DJ OO Bidlo FX. Později přibyl do sestavy ještě kytarista Jakub Souček.
V roce 1996 skupina vydala čtyřpísňové EP Liquid, následovaly vinylové singly High Resolution Mouse a I Can´t Get Know Disco Satisfaction. V roce 1997 skupina vydala debutové album Living In Liquid. Elektronickou hudbu na něm zkombinovala s tradičními nástroji, v rozhovorech se pak členové skupiny vymezovali vůči jednoznačnému zařazení mezi taneční skupiny.
V roce 1998 skupina zvítězila ve čtenářské anketě Volby ro(c)ku časopisu Rock & Pop v kategorii nejlepší skupina roku. Nominována byla též na Výroční hudební ceny/Ceny hudební akademie, a to v kategorii objev roku. Ocenění získala v žánrové kategorii dance music.
V témže roce kapela obměnila svoji sestavu - bubeníka Pavla Pelána nahradil Emil Valach, místo trumpetisty Petra Šváchy pak na koncertech vystupovala dvojice hráčů na dechové nástroje ve složení Tomáš Kurfürst a Filip Jiskra.
V září roku 1998 vyšla multimediální kompilace Tango Ropotámo, obsahující kromě CD-ROM i remixy skladeb skupiny Pražský výběr. Liquid Harmony na kompilaci přispěli remixem skladby Můj koníček. Členové Liquid Harmony rovněž po boku Pražského výběru vystupovali na doprovodném turné.
Koncem roku 1998 kapelu potkaly další personální změny, což se projevilo na útlumu její činnosti. Nějakou dobu ještě koncertovala, načež se v roce 1999 rozpadla.